# Saint-Ouen-de-Mimbré
Pour les articles homonymes, voir Saint-Ouen.
Saint-Ouen-de-Mimbré est une commune française, située dans le département de la Sarthe en région Pays de la Loire, peuplée de 914 habitants (les Avoisiens).
La commune fait partie de la province historique du Maine, et se situe dans le Saosnois.

## Géographie
- Ruisseau de Mimbré.

### Lieux-dits et écarts
La Bassesse, Villepinte, La Touche, La Hotterie, Champagne.

### Communes limitrophes
| Assé-le-Boisne     | Saint-Victeur            | Fyé                      |
| Fresnay-sur-Sarthe | Saint-Ouen-de-Mimbré     | Saint-Germain-sur-Sarthe |

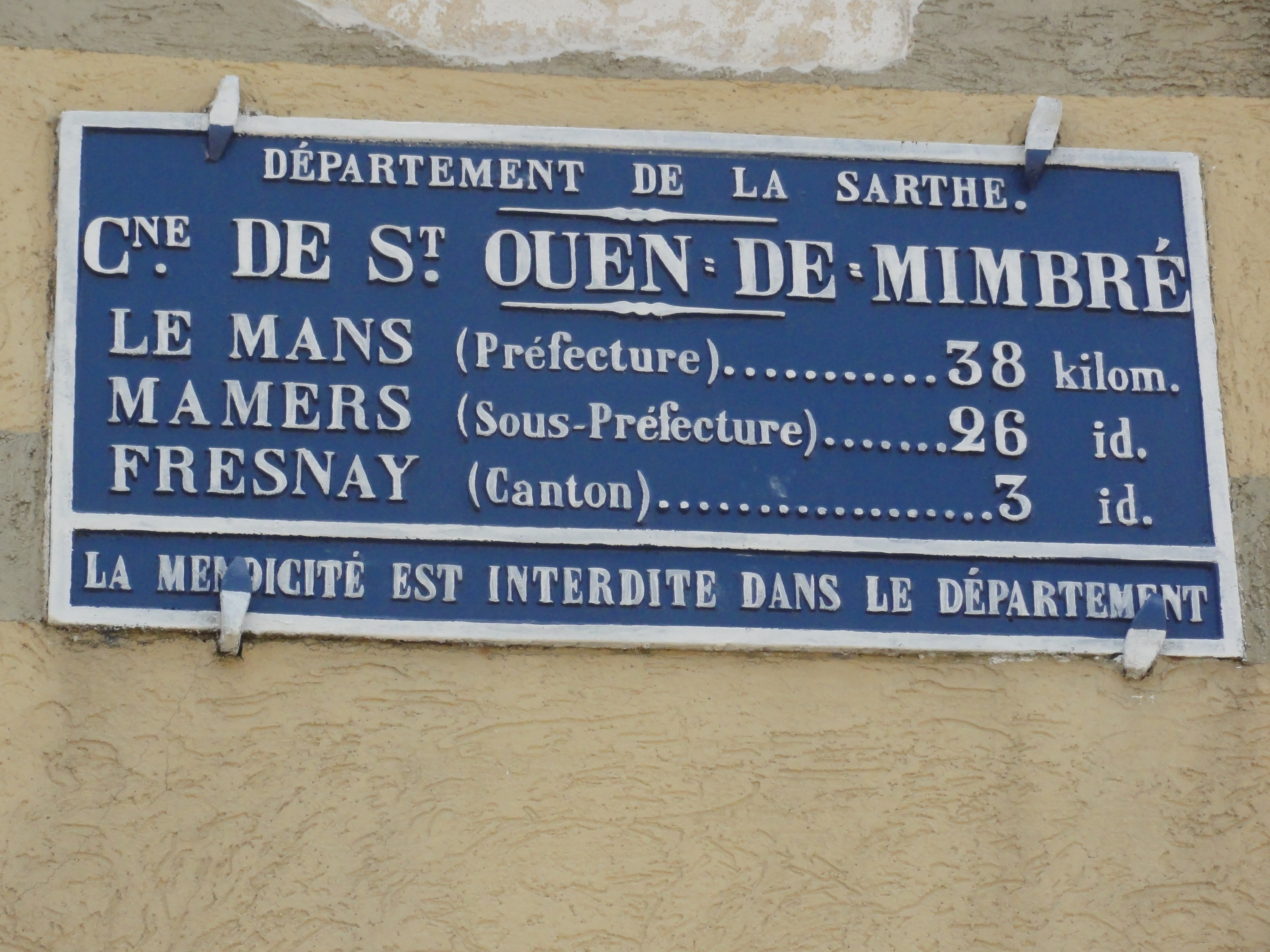
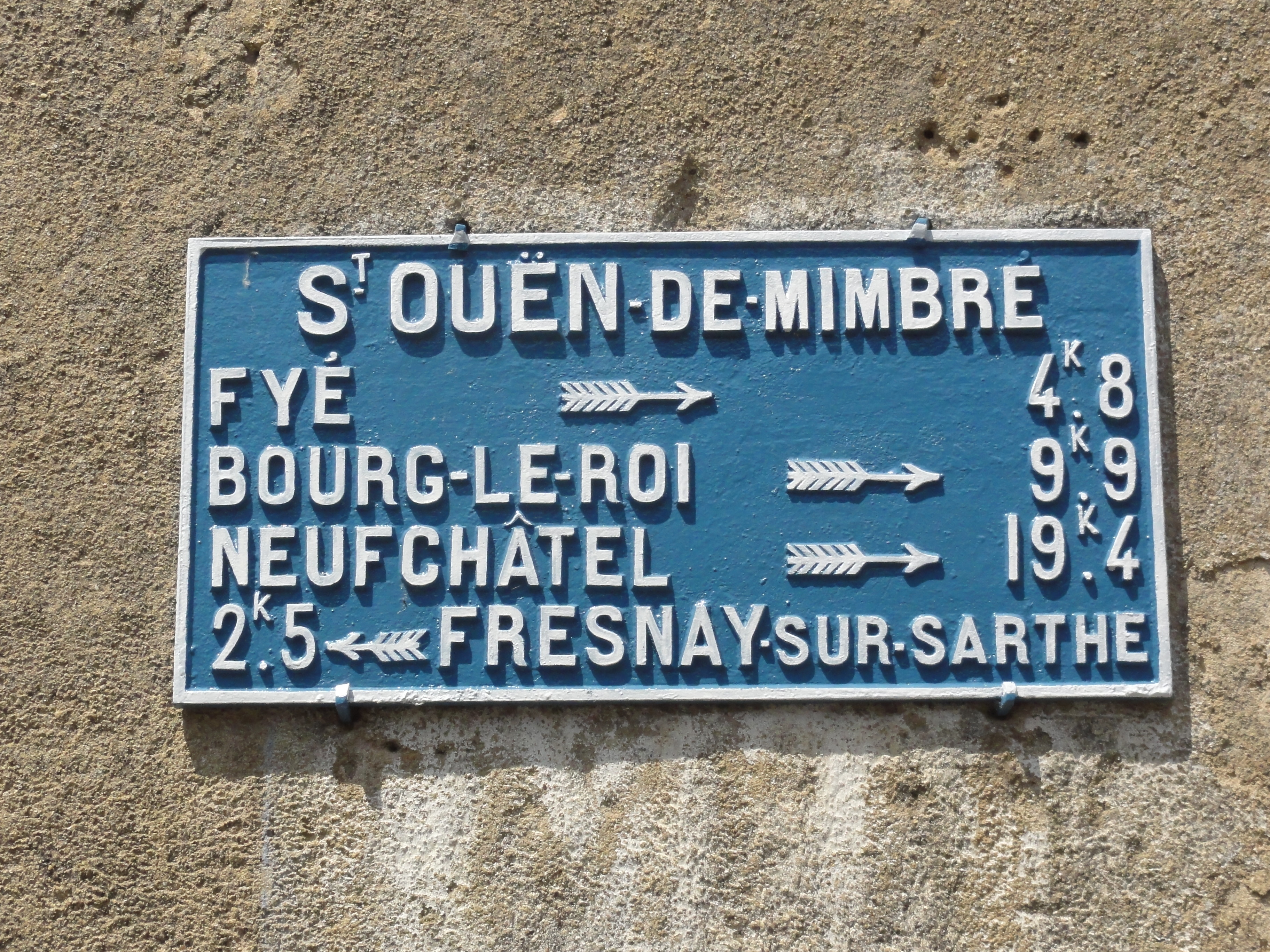
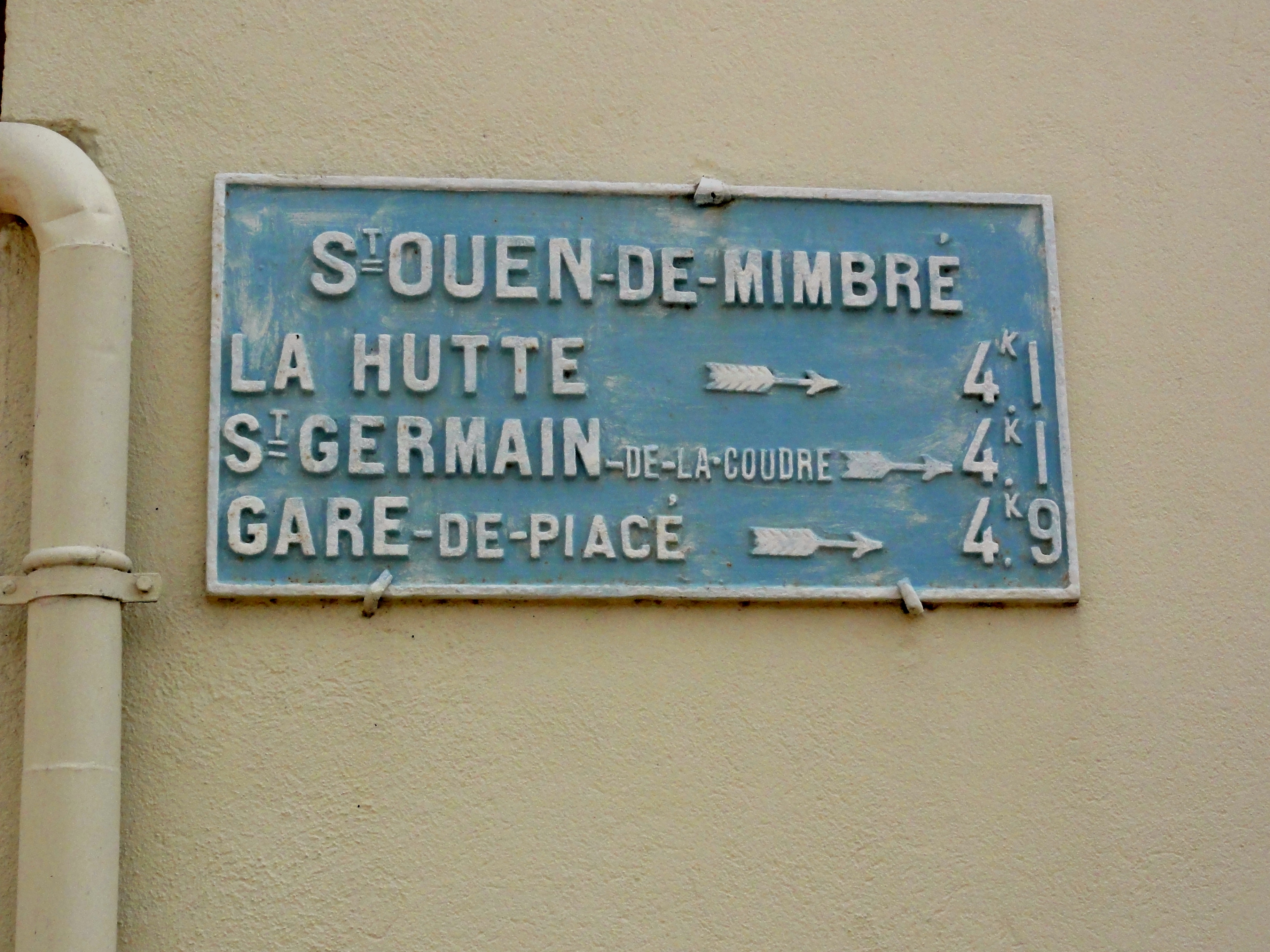
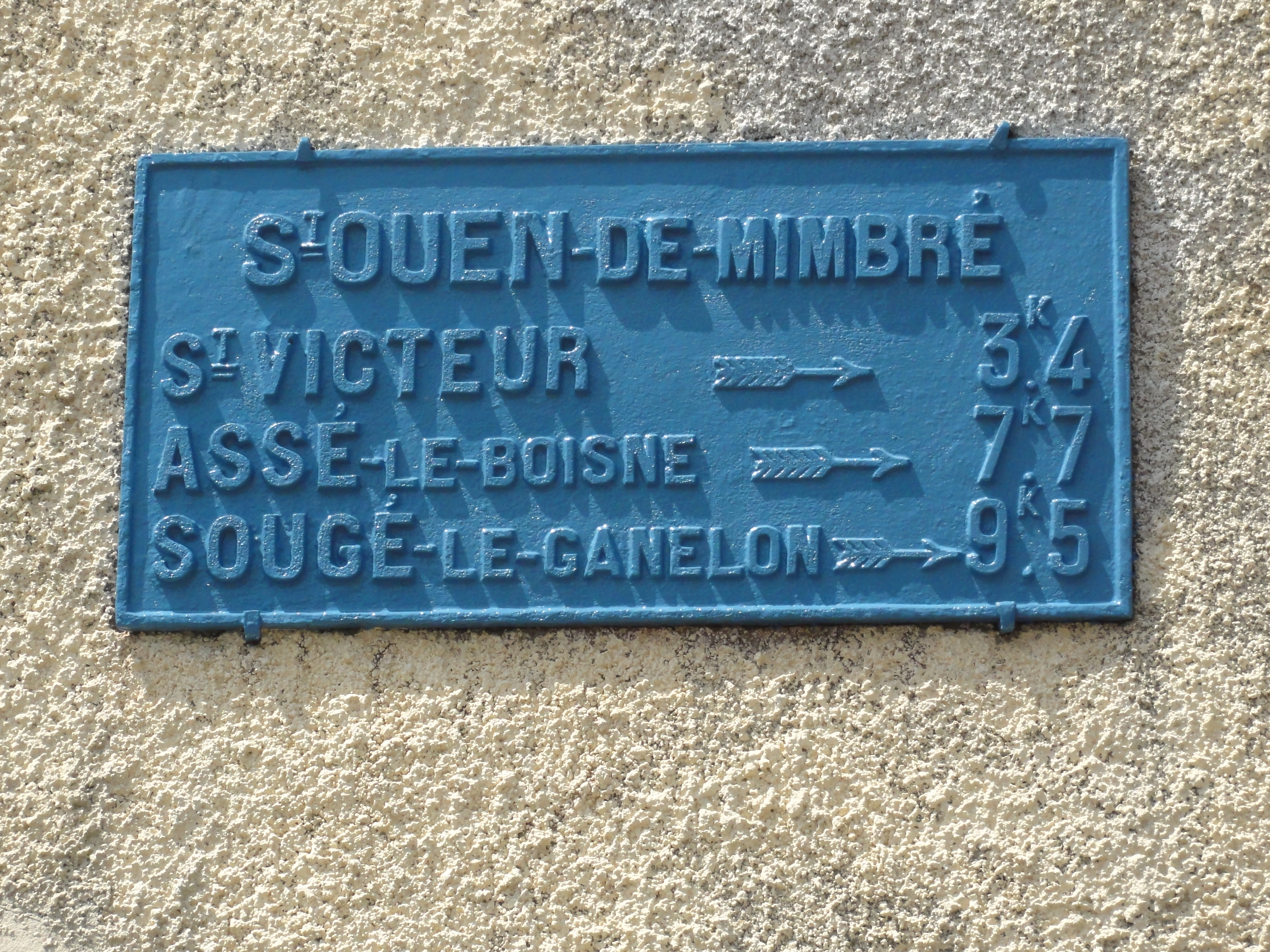

|                    | Saint-Germain-sur-Sarthe |                          |

### Climat
Pour des articles plus généraux, voir Climat des Pays de la Loire et Climat de la Sarthe.
En 2010, le climat de la commune est de type climat océanique dégradé des plaines du Centre et du Nord, selon une étude du CNRS s'appuyant sur une série de données couvrant la période 1971-2000. En 2020, Météo-France publie une typologie des climats de la France métropolitaine dans laquelle la commune est dans une zone de transition entre le climat océanique et le climat océanique altéré et est dans la région climatique  Moyenne vallée de la Loire, caractérisée par une bonne insolation (1 850 h/an) et un été peu pluvieux. 
Pour la période 1971-2000, la température annuelle moyenne est de 10,9 °C, avec une amplitude thermique annuelle de 14,1 °C. Le cumul annuel moyen de précipitations est de 711 mm, avec 12,2 jours de précipitations en janvier et 7,3 jours en juillet. Pour la période 1991-2020, la température moyenne annuelle observée sur la station météorologique de Météo-France la plus proche, « Saint Germain_sapc », sur la commune de Fresnay-sur-Sarthe à 2 km à vol d'oiseau, est de 11,9 °C et le cumul annuel moyen de précipitations est de 695,6 mm,. Pour l'avenir, les paramètres climatiques de la commune estimés pour 2050 selon différents scénarios d'émission de gaz à effet de serre sont consultables sur un site dédié publié par Météo-France en novembre 2022.

## Urbanisme

### Typologie
Au 1er janvier 2024, Saint-Ouen-de-Mimbré est catégorisée bourg rural, selon la nouvelle grille communale de densité à sept niveaux définie par l'Insee en 2022.
Elle est située hors unité urbaine. Par ailleurs la commune fait partie de l'aire d'attraction d'Alençon, dont elle est une commune de la couronne,. Cette aire, qui regroupe 89 communes, est catégorisée dans les aires de 50 000 à moins de 200 000 habitants,.

### Occupation des sols
L'occupation des sols de la commune, telle qu'elle ressort de la base de données européenne d’occupation biophysique des sols Corine Land Cover (CLC), est marquée par l'importance des territoires agricoles (92,8 % en 2018), en diminution par rapport à 1990 (93,7 %). La répartition détaillée en 2018 est la suivante : 
terres arables (58 %), prairies (31,8 %), zones urbanisées (4,6 %), zones agricoles hétérogènes (2,9 %), forêts (2,7 %). L'évolution de l’occupation des sols de la commune et de ses infrastructures peut être observée sur les différentes représentations cartographiques du territoire : la carte de Cassini (XVIIIe siècle), la carte d'état-major (1820-1866) et les cartes ou photos aériennes de l'IGN pour la période actuelle (1950 à aujourd'hui).

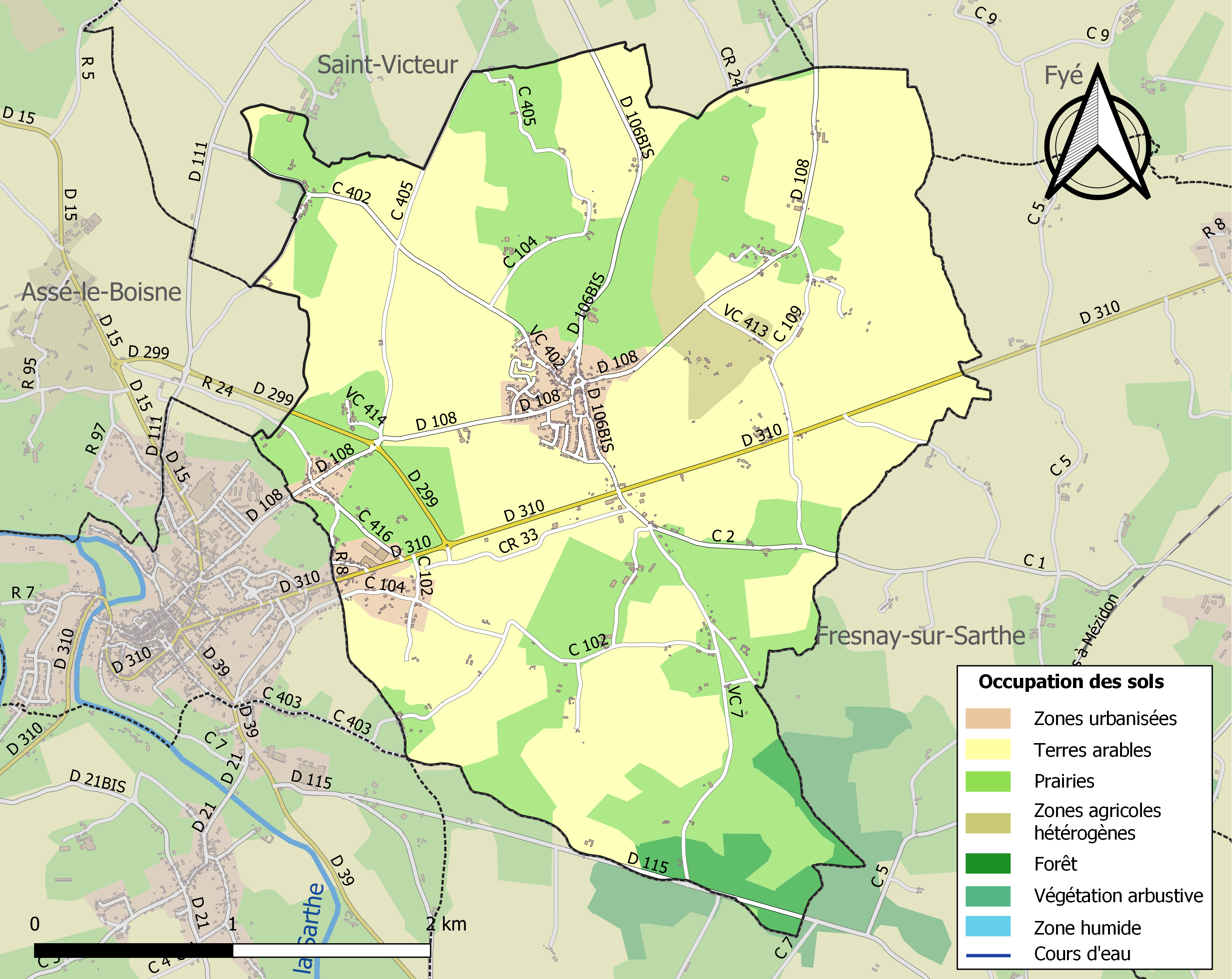
Carte des infrastructures et de l'occupation des sols de la commune en 2018 (CLC).

## Toponymie, gentilé
Ses habitants sont appelés les Avoisiens en référence à sainte Avoye, Vierge martyre.

## Histoire
À l'époque gallo-romaine, le romain Avilius, probable fondateur de la commune, est le propriétaire d'une habitation au milieu d'un enclos rectangulaire qui se situe aux environs de l'église et de la mairie actuelle. La fondation de la paroisse remonte à 1324.

## Blasonnement
|  | Les armoiries de Saint-Ouen-de-Mimbré se blasonnent ainsi : D'or, à la croix engrêlée de sable, cantonnée de quatre lions de gueules, armés, lampassés de sable. |

## Politique et administration
| Période                                  | Période  | Identité           | Étiquette | Qualité                                                                                |
| ---------------------------------------- | -------- | ------------------ | --------- | -------------------------------------------------------------------------------------- |
| 1983                                     | 1989     | R. Chanteloup      |           |                                                                                        |
| 1989                                     | En cours | Jean-Louis Clément | SE        | Professeur, président de la communauté de communes des Alpes Mancelles (jusqu'en 2014) |
| Les données manquantes sont à compléter. |          |                    |           |                                                                                        |

## Démographie

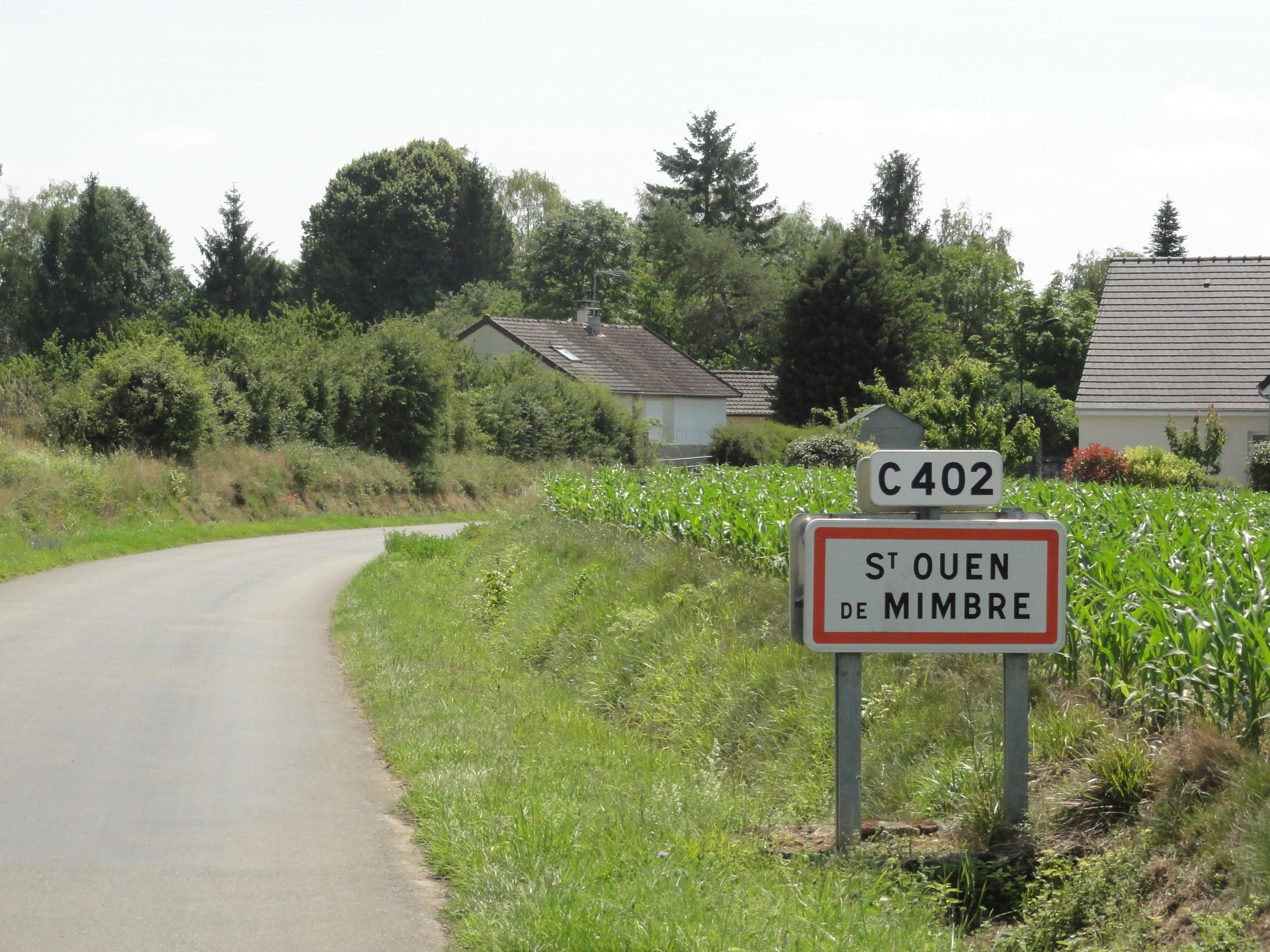
Entrée du bourg.

L'évolution du nombre d'habitants est connue à travers les recensements de la population effectués dans la commune depuis 1793. Pour les communes de moins de 10 000 habitants, une enquête de recensement portant sur toute la population est réalisée tous les cinq ans, les populations de référence des années intermédiaires étant quant à elles estimées par interpolation ou extrapolation. Pour la commune, le premier recensement exhaustif entrant dans le cadre du nouveau dispositif a été réalisé en 2005.
En 2022, la commune comptait 914 habitants, en évolution de −10,48 % par rapport à 2016 (Sarthe : −0,25 %, France hors Mayotte : +2,11 %).
| 1793  | 1800  | 1806  | 1821  | 1831  | 1836  | 1841  | 1846  | 1851  |
| ----- | ----- | ----- | ----- | ----- | ----- | ----- | ----- | ----- |
| 1 017 | 1 132 | 1 177 | 1 308 | 1 317 | 1 261 | 1 253 | 1 229 | 1 163 |

| 1856  | 1861  | 1866  | 1872  | 1876 | 1881 | 1886 | 1891 | 1896 |
| ----- | ----- | ----- | ----- | ---- | ---- | ---- | ---- | ---- |
| 1 116 | 1 073 | 1 101 | 1 072 | 934  | 844  | 756  | 751  | 702  |

| 1901 | 1906 | 1911 | 1921 | 1926 | 1931 | 1936 | 1946 | 1954 |
| ---- | ---- | ---- | ---- | ---- | ---- | ---- | ---- | ---- |
| 678  | 705  | 684  | 753  | 698  | 652  | 667  | 708  | 695  |

| 1962 | 1968 | 1975 | 1982 | 1990 | 1999 | 2005 | 2006 | 2010 |
| ---- | ---- | ---- | ---- | ---- | ---- | ---- | ---- | ---- |
| 666  | 589  | 650  | 776  | 741  | 750  | 805  | 809  | 948  |

| 2015  | 2020 | 2022 | - | - | - | - | - | - |
| ----- | ---- | ---- | - | - | - | - | - | - |
| 1 006 | 933  | 914  | - | - | - | - | - | - |

### Associations
- Le Comité d'animation Loisirs et Culture (CALC) assure les animations locales (assemblée communale du 1er week-end de juillet, sorties pédestres, journée du carnaval, etc.).
- Société de chasse de Saint-Ouen-de-Mimbré (SCSO) comptant plus de 50 sociétaires qui chassent sur le territoire de la commune et organisent un ball-trap tous les ans au mois de juin.

## Économie
À partir du XVIe siècle, le village développe son agriculture et l’industrie du chanvre et du lin ; en 1912 une carrière voit le jour à l’est du bourg. Le sol fournit des grès et des quartzites pour l'empierrement des routes et voies de chemin de fer. L’exploitation est abandonnée et la carrière ferme définitivement le 30 juillet 1966 et l'eau envahit les lieux.
Au début du XXe, c'est aussi le développement d’une robinetterie qui verra le jour à la Bassesse où l'on réalisera pendant de nombreuses années des robinets à joint. Mais l’activité sera délocalisée en janvier 1999 dans un pays de l'Est de l'Europe.
Une zone artisanale a vu le jour dans les années 1990 avec l'implantation d'une entreprise de mécanique de précision employant 30 personnes. D'autres entreprises s'y sont installées depuis.

## Lieux et monuments
- Église romane Sainte-Avoye : Tour ronde des XIe et XIIe siècles avec meurtrières, surmontée par une flèche en ardoise. Elle est jumelle avec celles de Saint-Germain-sur-Sarthe et Congé-sur-Orne. À l’intérieur, un reliquaire en l’honneur de sainte Avoye, Vierge martyre.
- Plusieurs pierres tombales des seigneurs de Mimbré ; la famille Delelée.
- Presbytère du XVIIIe siècle.
- Manoir des Grands Près.
- Maison de tisserand du XVIIIe siècle.
- Plusieurs croix anciennes dont celle du lieu-dit la Gravelle : croix celtique antérieure au Xe siècle qui réunit symbole solaire et croix grecque.
- Monument aux morts.
- Château de Mimbré : Un château primitif s’élevait dès 1137 à l’est du bourg dans une enceinte médiévale. Vers 1237, une chapelle est fondée au château. Au XVIIe siècle, un château y est construit avec des pavillons carrés et ses toits pointus, il est entouré de douves avec un pont-levis. Le château sera reconstruit avec les anciens matériaux du premier vers 1940 et sera terminé en 2006. Il reste aujourd'hui deux des quatre pavillons qui l’entouraient, les douves et un pont en pierre a remplacé le pont-levis. Il ne reste cependant aucune trace de la chapelle. Il est aujourd'hui habité.

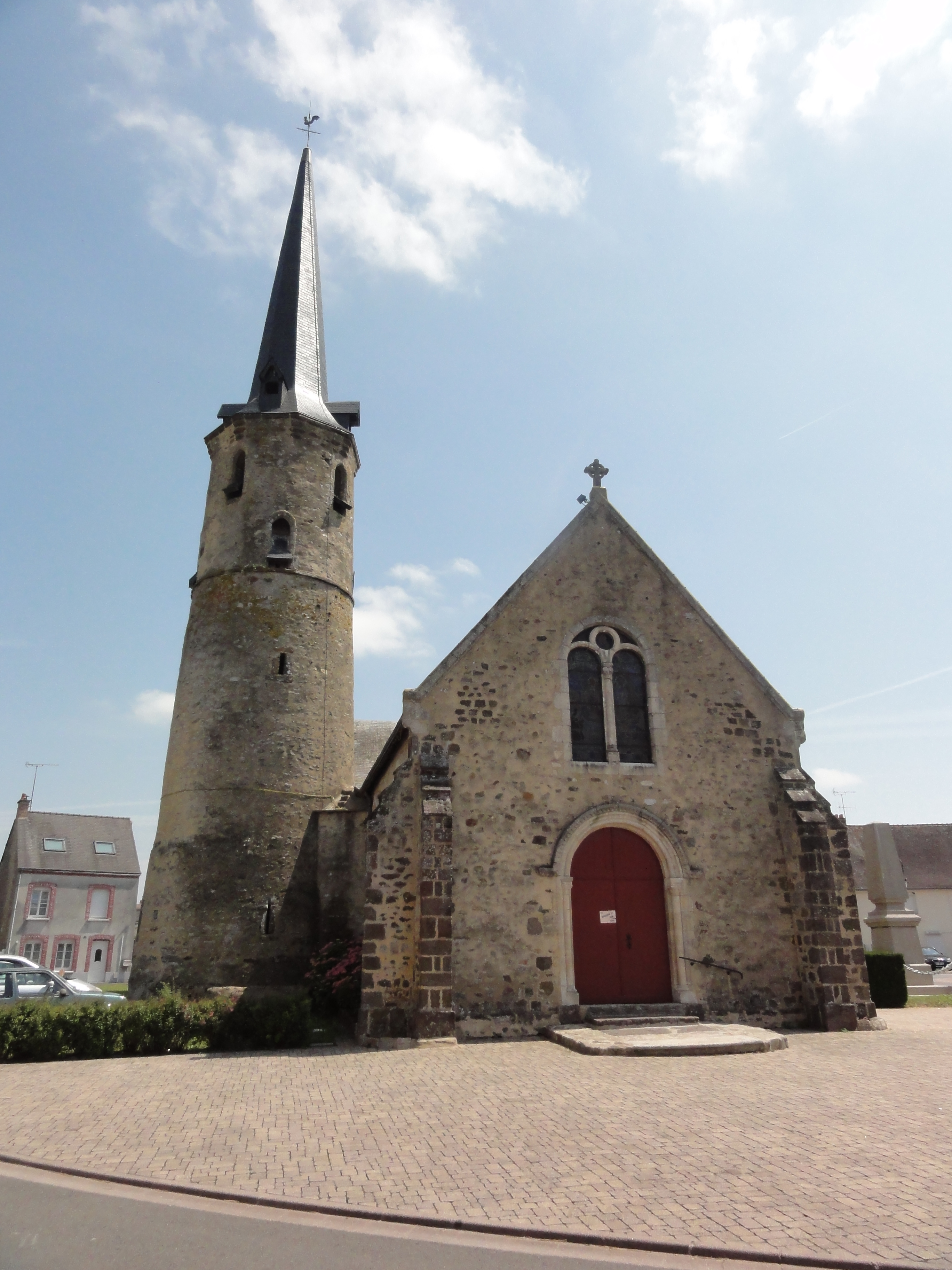
Église Sainte-Avoye.
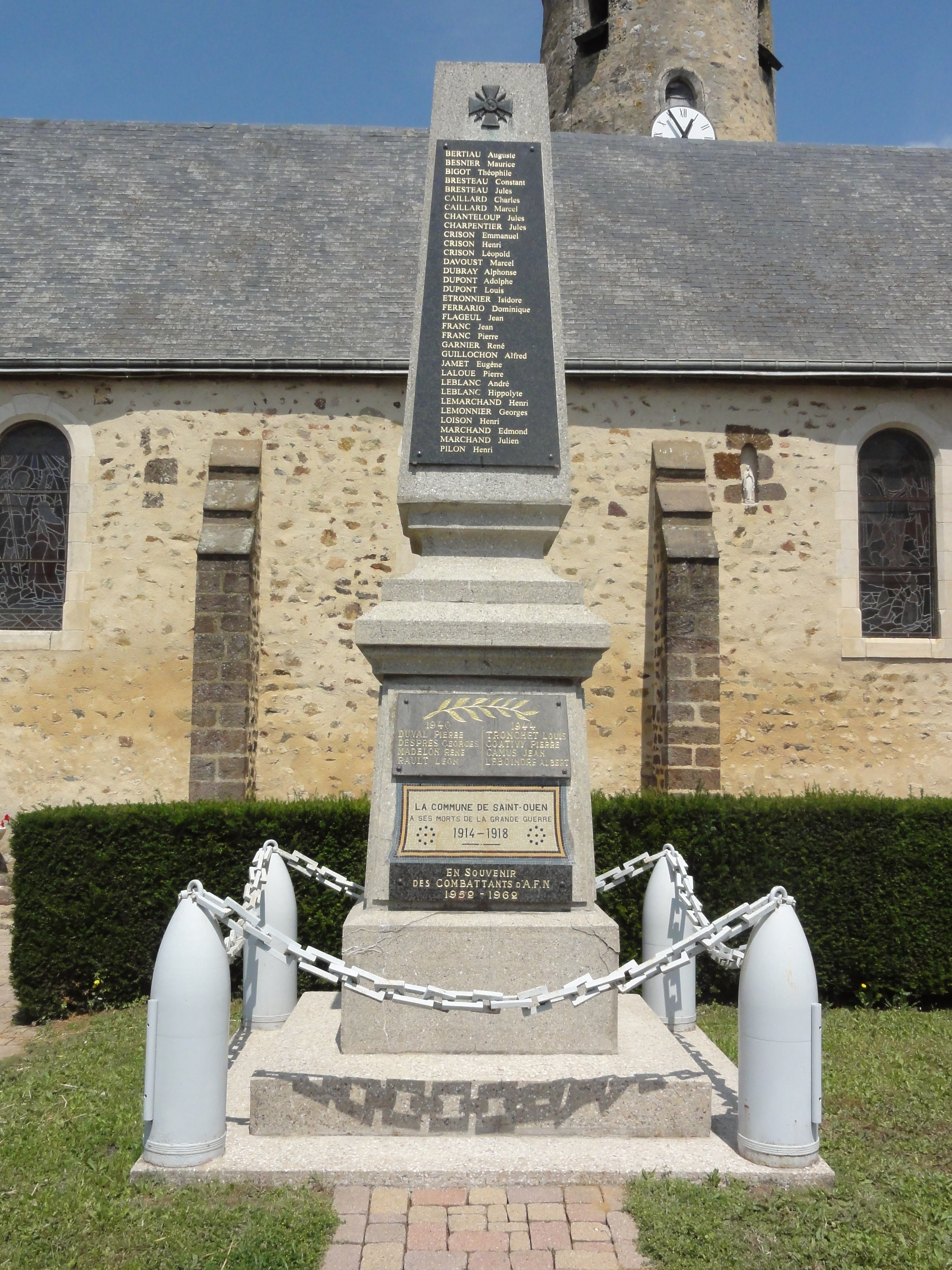
Monument aux morts.